# Province de Kachkadaria
Pour l’article homonyme, voir Kachkadaria.

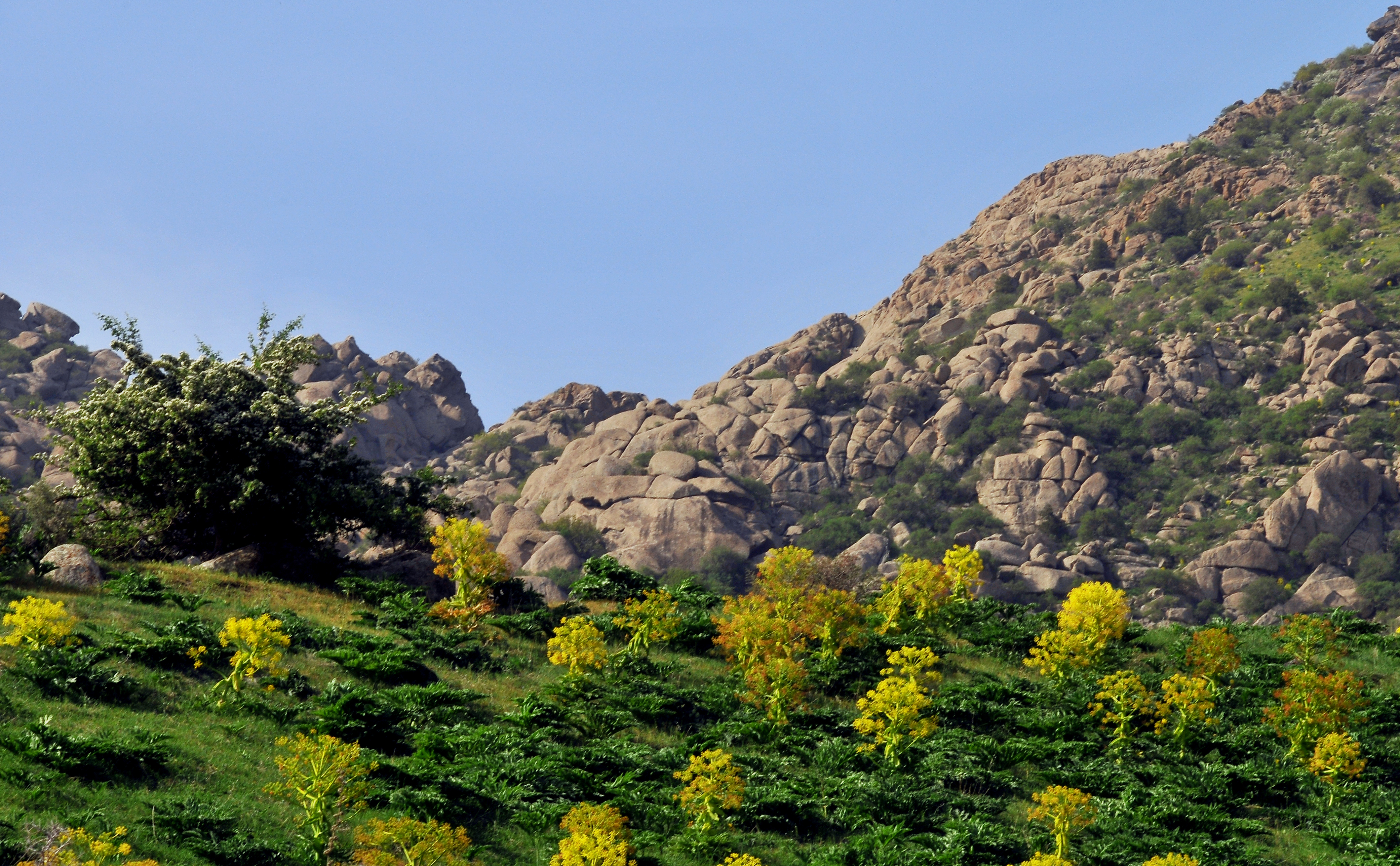
Région de Kachkadaria

La province de Kachkadaria (en ouzbek : Qashqadaryo viloyati) est une des 12 provinces (voloyat) de l'Ouzbékistan. Sa capitale administrative est la ville de Karchi.
La province de Kachkadaria s'étend sur 28 400 km2, dans le sud de l'Ouzbékistan. Elle est bordée au nord par les provinces de Navoï et de Samarcande, à l'est par le Kirghizistan et la province de Sourkhan-Daria, au sud par le Turkménistan et à l'ouest par la province de Boukhara.
Shakhr-i Sabz (la ville verte), ville natale de Tamerlan, est située dans cette province.

## Districts

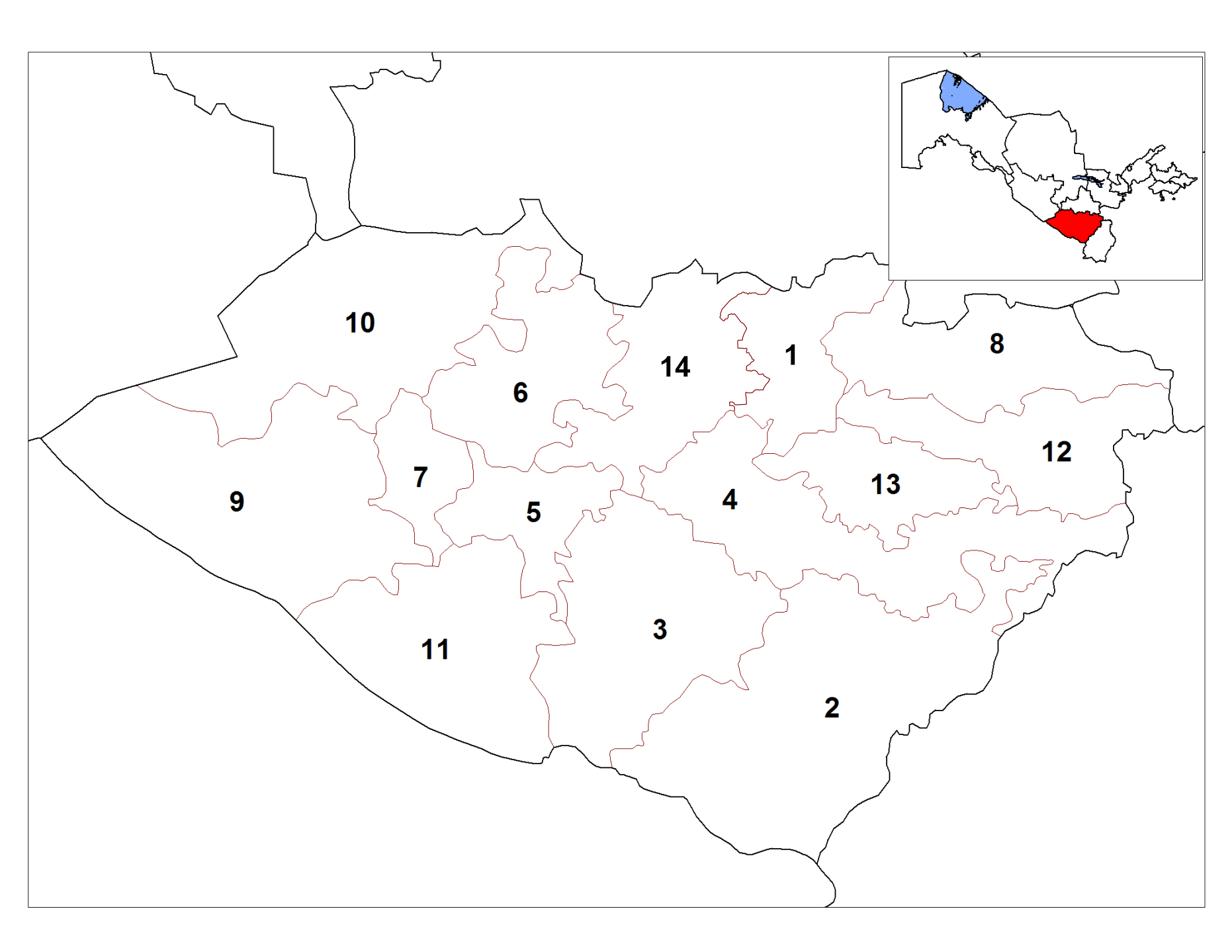
Carte des 14 districts de la province de Kachkadaria

## Dirigeants
| Nom               | de                | à                 |
| ----------------- | ----------------- | ----------------- |
| Temir Xidirov     | 4 janvier 1992    | Novembre 1995,    |
| Azat Fermanov     | Novembre 1995,    | 3 juin 1998       |
| Shuhrat Begmatov  | 3 juin 1998       | 28 juillet 2001   |
| Baxtiyor Hamidov  | 2001              | 2002,             |
| Nuriddin Zayniyev | 26 décembre 2002  | 30 novembre 2011  |
| Turobjon Jo‘rayev | 30 novembre 2011, | 27 septembre 2013 |
| Zafar Roʻziyev    | 27 septembre 2013 | actuel            |